# Zbrachlin (powiat aleksandrowski)
Zbrachlin – wieś w Polsce położona w województwie kujawsko-pomorskim, w powiecie aleksandrowskim, w gminie Waganiec.

## Podział administracyjny
Wieś duchowna, własność kapituły włocławskiej, położona była w II połowie XVI wieku w powiecie brzeskokujawskim województwa brzeskokujawskiego.  W latach 1975–1998 miejscowość należała administracyjnie do województwa włocławskiego. Wieś sołecka (zobacz jednostki pomocnicze gminy Waganiec w BIP).

## Demografia
Według Narodowego Spisu Powszechnego (III 2011 r.) liczył 291 mieszkańców. Jest trzecią co do wielkości miejscowością gminy Waganiec.

## Oświata i religia
W Zbrachlinie znajduje się Zespół Szkół imienia Ignacego Paderewskiego oraz kościół pw. św. Wojciecha Biskupa Męczennika. Dyrektorem szkoły jest Violetta Smulska, a proboszczem kościoła ks. Henryk Chabasiński.

## Historia
Zbrachlin, Zbrachlin Stary i Nowy, wieś w powiecie nieszawskim, gminie Straszewo, parafii Zbrachlin, posiada kościół parafialny murowany, szkołę początkową.
- Zbrachlin posiadał w roku 1895: 137 mieszkańców i 614 mórg włościańskich
- Zbrachlin Stary 108 mieszkańców i 427 mórg
- Nowy Zbrachlin 123 mieszkańców na 255 morgach ziemi

Według spisu z 1827 r. istniał także Zbrachlin Holendry, własność rządowa, 15 domów i 162 mieszkańców
W liczbie posiadłości arcybiskupów gnieźnieńskich wymienia Brachlin akt z 1136 r., Bralin cum sociis suis et rineis duabus et tutoribus qorum, cum villis suis, aqorum una Ploeensis altera Vladislavensis castelli est. Wieś ta należała do opactwa benedyktynów Panny Maryi w grodzie łęczyckim (Kod. Wielk. 7 i 1406). W roku 1349 Mateusz, biskup włocławski, na prośbę Jana, kasztelana łęczyckiego, ustępuje dziesięciny ze wsi Zbrachlin na miejscowego plebana, w zamian za odstąpioną mu dziesięcinę tegoż plebana we wsi Łęg (Lang). Zapewne tenże sam Jan, już jako wojewoda łęczycki, zamienia z biskupem Mateuszem wieś swą Zbrachlin na wsi biskupie nad Bzurą położone w ziemi łęczyckiej: Sobocice i Zagniszowice, których nazwy zniknęły już w XVI w. (Kod. dypl. poi., II, 286, 727). Według registru poborowego powiatu brzeskiego z r. 1557 wieś Sbrachlino miała 9 łanów kmiecych, 2 sołtysie łany, 13 czynszowników i 2 zagrodników (Pawiń., Wielkop. II, 7). Według notatki z miejscowej księgi metrycznej, kościół murowany, pw. św. Jakuba, wystawił (w miejsce dawnego) w roku 1566 Andrzej Duchnicki, archidiakon włocławski gdy wieś ta należała do kapituły włocławskiej. W roku 1584 kościół ten sprofanowany został, gdy zamieszkały w tej parafii dziedzic dóbr Waganiec Bartłomiej Waganiecki, protestant, albo jak wówczas nazywano heretyk, dla pogrzebania zmarłego syna swego na miejscowym cmentarzu sprowadził z Kościelnej Wsi duchownego kalwińskiego i konwent heretyków. Grunta probostwa około 4 włók rozdane zostały w części kolonistom Zbrachlina, za zabrane im grunta pod budowaną drogę żelazną (kolej), w części zaś dla bezrolnej ludności. Zbrachlin - parafia w dekanacie nieszawskim liczyła w roku 1885 około 1200 dusz.

## Zabytki
Według rejestru zabytków NID na listę zabytków wpisane są:
- kościół parafialny pw. św. Wojciecha, 1889, nr rej.: A/476 z 20.01.1995
- cmentarz przykościelny, nr rej.: j.w.